# Volo Airlines PNG 4684
Il volo Airlines PNG 4684 (CG4682/TOK4684) era un volo di linea passeggeri nazionale dall'aeroporto di Port Moresby, nella capitale Port Moresby, all'aeroporto di Kokoda, nella provincia di Oro, Papua Nuova Guinea. L'11 agosto 2009, l'aereo che operava il volo, un de Havilland Canada DHC-6 Twin Otter, si schiantò in una foresta nella Kokoda Valley, un popolare sito di trekking in Papua Nuova Guinea, mentre trasportava 13 persone. Un'operazione di ricerca e soccorso venne condotta dalle autorità che trovarono il relitto dell'aereo precipitato il giorno successivo, il 12 agosto 2009. L'aereo era stato polverizzato dall'impatto e i ricercatori non trovarono segni di vita. L'agenzia di ricerca e salvataggio della Papua Nuova Guinea annunciò quindi che tutti a bordo erano morti sul colpo nell'incidente.
La Accident Investigation Commission (AIC) indagò sulle cause dell'incidente e pubblicò il suo rapporto finale, concludendo che l'aereo si era schiantato a causa di un errore del pilota. L'aereo aveva deviato dal suo percorso di volo originale e il riferimento visivo era stato oscurato dalle nuvole, facendo sì che i piloti non si rendessero conto della loro vicinanza con il suolo. L'AIC classificò l'incidente come volo controllato contro il suolo.

## L'aereo
L'aereo coinvolto nell'incidente era un De Havilland Canada Twin Otter, registrato in Papua Nuova Guinea come P2-MCB. Aveva numero di serie di PCE-PG0073. L'aereo era configurato per trasportare 19 passeggeri e due membri dell'equipaggio e aveva un peso massimo al decollo di 5.670 kg. Era equipaggiato con l'attrezzatura richiesta per il volo IFR a due piloti, ma non aveva alcun sistema di pilota automatico. Aveva accumulato 46 700 ore di volo totali.

## Passeggeri ed equipaggio
L'aereo trasportava 11 passeggeri e 2 membri dell'equipaggio. I passeggeri includevano otto turisti australiani in viaggio per il Kokoda Track, due guide turistiche (una australiana e una della Papua Nuova Guinea) della compagnia turistica No Roads Expeditions e un turista giapponese. Sette dei nove passeggeri australiani a bordo provenivano da Victoria e due dal Queensland. A bordo del volo c'era la guida turistica part-time Matthew Leonard, figlio dell'ispettore di polizia dell'Australia occidentale Bill Leonard.
Il comandante era Jannie Moala della Papua Nuova Guinea. Aveva accumulato 2 177 ore di volo di cui 1 836 di loro erano sul Twin Otter. L'AIC non trovò prove che fosse stata addestrata da Airlines PNG per il Global Positioning System (GPS). Tuttavia, i registri forniti dall'operatore mostravano che gli elementi identificati nel programma di addestramento, che includevano l'introduzione e l'uso del GPS per la navigazione, erano stati contrassegnati dal comandante dell'addestramento come completati. L'operatore non fornì alcuna prova della veridicità di tale formazione o del livello di comprensione raggiunto da Moala. La compagnia dichiarò che all'incirca al momento dell'incidente, era stato introdotto un pacchetto di addestramento GPS specifico per la condotta degli avvicinamenti GPS non di precisione.
Il copilota era il primo ufficiale Rodney Souka dalla Papua Nuova Guinea. Aveva accumulato 2 150 ore di volo, di cui 1 940 sul Twin Otter. L'AIC non trovò alcuna prova che Souka fosse stato addestrato dalla Airlines PNG per il Global Positioning System (GPS) dell'aereo.

## L'incidente

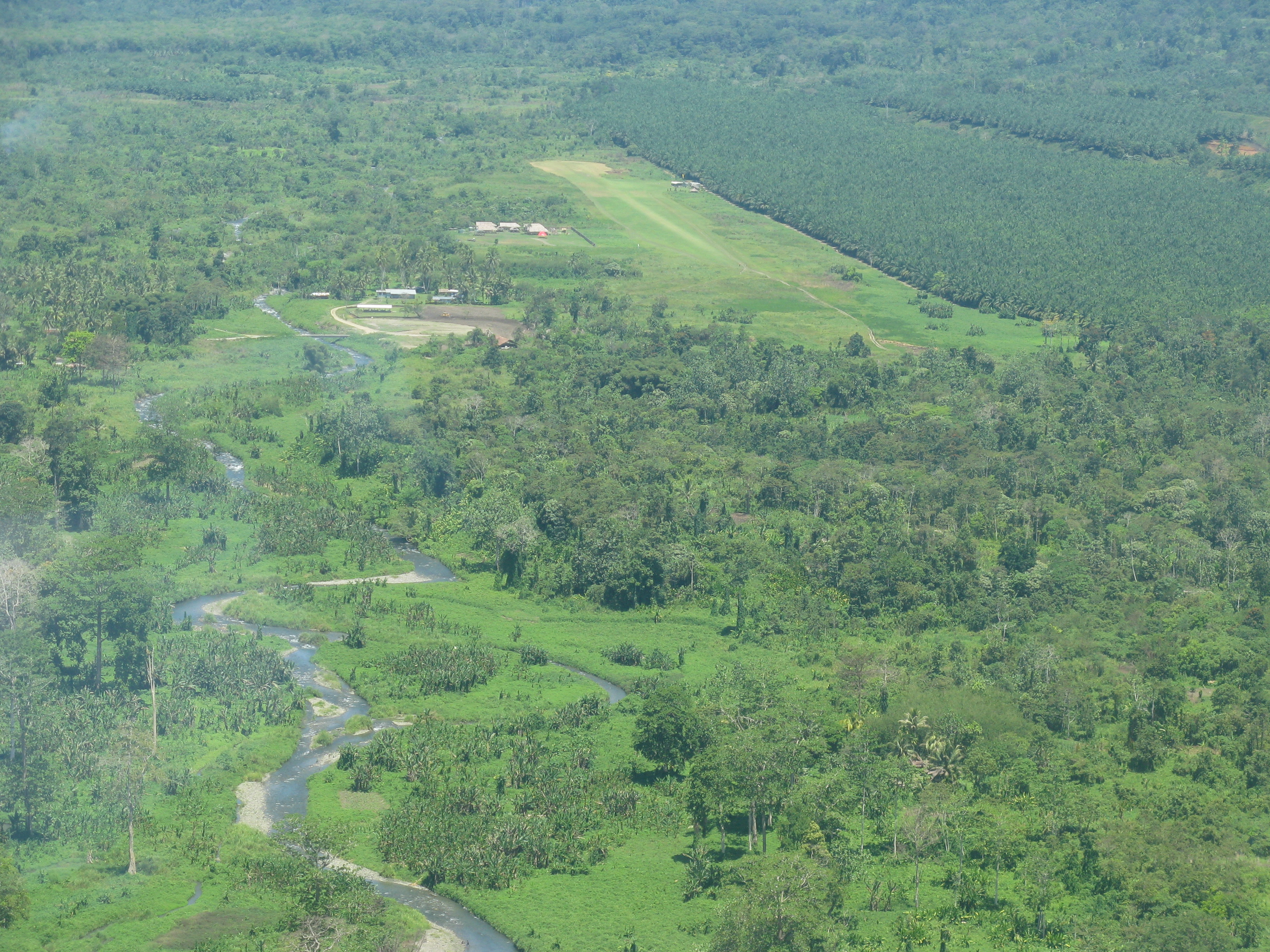
L'aeroporto di Kokoda, fotografato nel 2008.

L'aereo partì dall'aeroporto di Jacksons alle 10:50 ora locale e riferì alla torre di Jacksons che stavano salendo a 9 000 piedi (2 700 m) diretti a Kokoda attraverso la Kokoda valley, con un orario di arrivo stimato alle 11:20. Alle 11:11, durante la rotta verso Kokoda e in discesa nella valle, l'equipaggio del volo 4684 dialogò con l'equipaggio di un velivolo, registrato P2-KST, in partenza da Kokoda. Non ci fu alcuna indicazione che l'equipaggio del volo 4684 avesse problemi con l'aereo. All'interno della registrazione della torre di controllo, l'equipaggio disse "Grazie mille, buona mattina". Questa fu l'ultima comunicazione del volo.
Testimoni del villaggio di Isurava dichiararono di aver osservato un aereo volare basso sopra il villaggio all'incirca all'ora dell'incidente. Testimoni del vicino villaggio di Misima affermarono di aver sentito un aereo volare vicino al loro villaggio ma di non poterlo vedere, poiché l'area era coperta dalle nuvole. Riferirono che poco dopo avevano udito un forte scoppio sopra il loro villaggio e il suono dell'aereo si era fermato. L'ATC di Port Moresby perse quindi il contatto con il volo 4684.
Il controllore di volo cercò quindi di contattare il volo 4684, richiedendo anche agli aerei vicini nell'area di contattarlo. Tuttavia, non ci furono risposte. Chiesero quindi ea P2-MCD, un aereo della compagnia aerea in partenza da Efogi, se il volo 4684 fosse atterrato a Kokoda. L'equipaggio dichiarò che P2-MCB non era atterrato a Kokoda.
Le squadre di ricerca e soccorso setacciarono l'area in cui erano stati persi i contatti. L'operazione di ricerca e soccorso venne ostacolata dal maltempo, dalla scarsa visibilità e dal terreno accidentato. Il 12 agosto 2009, un Dornier della squadra di ricerca e soccorso rilevò un segnale ELT nell'area di ricerca. Più tardi, una squadra trovò il relitto del volo 4684. L'aereo era stato completamente distrutto dall'impatto. Il team di ricerca non trovò alcun segno di vita nel luogo dell'incidente e annunciò che nessuno era sopravvissuto allo schianto.

## Le indagini

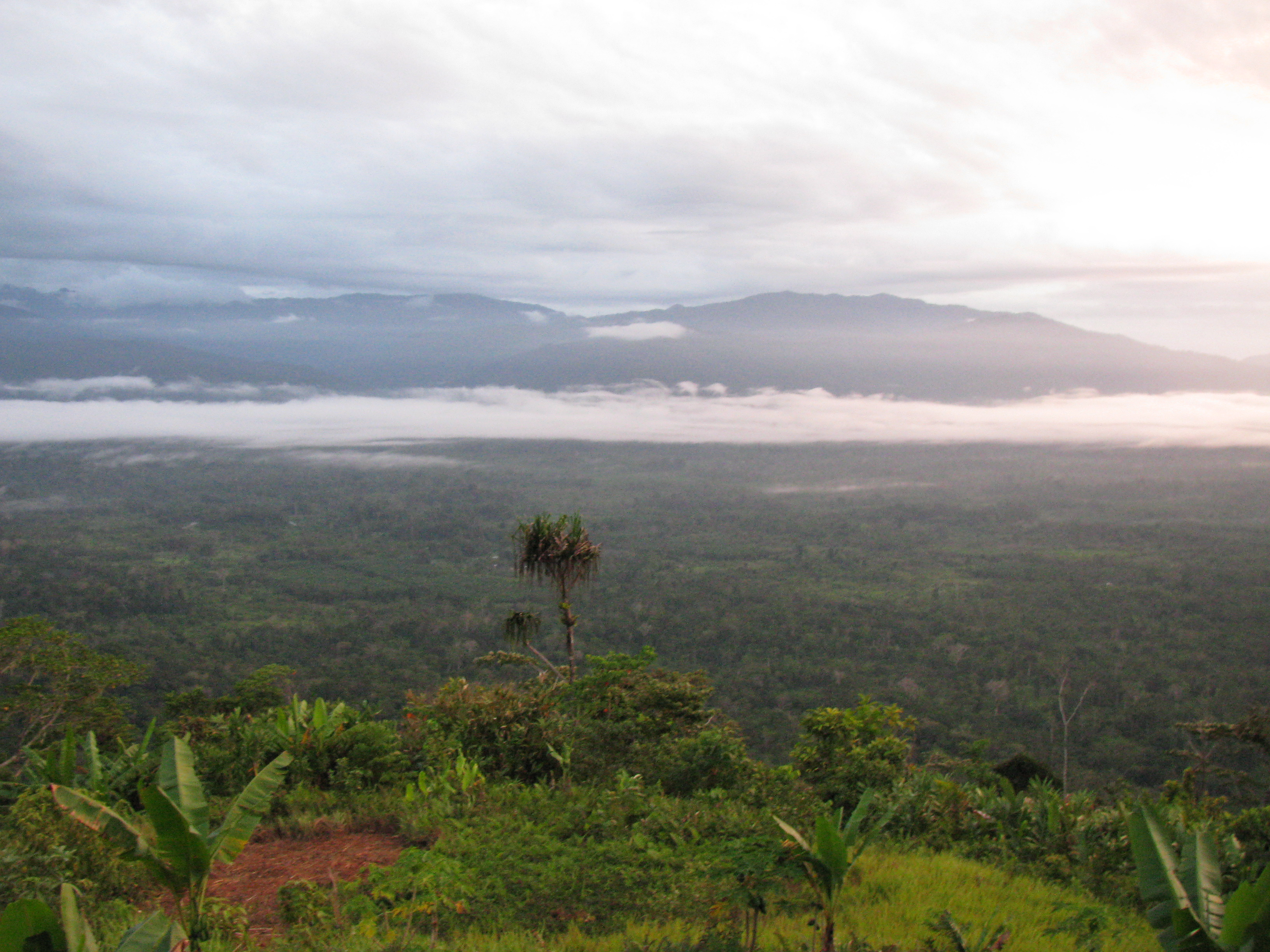
L'area montuosa della Kokoda valley.

Sull'incidente indagò l'Accident Investigation Commission (AIC), assistita dall'Australian Transport Safety Bureau (ATSB). L'AIC poteva solo determinare la causa dell'incidente senza scatole nere, poiché entrambi i registratori di volo non erano obbligatori per essere equipaggiati su un Twin Otter, in base alle normative dell'aviazione. La mancanza di dati di volo e di registratori vocali in cabina di pilotaggio influì negativamente sulla piena comprensione dell'incidente da parte degli investigatori.
Il tempo a Kokoda all'epoca era brutto. Sulla base dei resoconti dei testimoni oculari e delle prove fotografiche recuperate dall'ATSB, al momento dell'incidente, Kokoda era oscurata dalle nuvole, rendendo difficile per i piloti sapere se si trovavano in prossimità del suolo. Dato il terreno montuoso circostante, le nuvole presenti avevano il potenziale per limitare gravemente le opzioni di fuga dell'equipaggio, per aumentare il carico di lavoro e per testare la propria consapevolezza situazionale. Una riduzione della consapevolezza situazionale e la presenza di terreno montuoso durante un avvicinamento sono fattori di rischio noti nei casi di volo controllato contro il suolo (CFIT).
La successiva indagine permise di scoprire che solo un pilota aveva un rating IFR, mentre l'altro no. Il copilota, il primo ufficiale Rodney Souka, era stato valutato per le procedure di avvicinamento strumentale; tuttavia, non era qualificato per il volo IFR. Sebbene l'equipaggio avesse programmato di volare sotto IFR con procedure visive, le nuvole nell'area avrebbero dovuto avvisarli che, in base a quelle procedure, il volo a vista verso Kokoda avrebbe potuto rivelarsi problematico. La discesa visiva a Kokoda richiedeva una visibilità di 5 km, mentre al momento dell'incidente la visibilità era inferiore a 5 km.
L'ATSB rivolse poi le proprie attenzioni verso il primo ufficiale. Esaminando la sua storia clinica, gli investigatori scoprirono che Souka aveva una cardiopatia coronarica critica e il patologo esaminatore ritenne che avrebbe potuto avere un'emergenza medica in qualsiasi momento. I parenti riferirono di non essere a conoscenza di alcuna condizione medica significativa che lo riguardasse. Tuttavia, se un'emergenza si fosse verificata a mezz'aria mentre l'aereo si avvicinava alle nuvole a nord di Kokoda, ciò avrebbe immediatamente aumentato il carico di lavoro del comandante e l'avrebbe distratta dal compito principale di pilotare l'aereo.
Gli investigatori notarono che l'aeroporto di Kokoda mancava di parti dell'infrastruttura di navigazione. La mancanza di aiuti alla navigazione a terra significava che l'unica potenziale assistenza alla navigazione per l'equipaggio durante il loro avvicinamento a Kokoda proveniva dal GPS, o tramite il faro non direzionale a terra/apparecchiatura di misurazione della distanza (NDB/DME) situato a Girua.
L'inchiesta concluse che l'incidente era probabilmente un volo controllato contro il suolo: un aereo idoneo al volo è stato involontariamente fatto volare contro il terreno, con poca o nessuna consapevolezza da parte dell'equipaggio della collisione imminente.